# Henk van Kessel

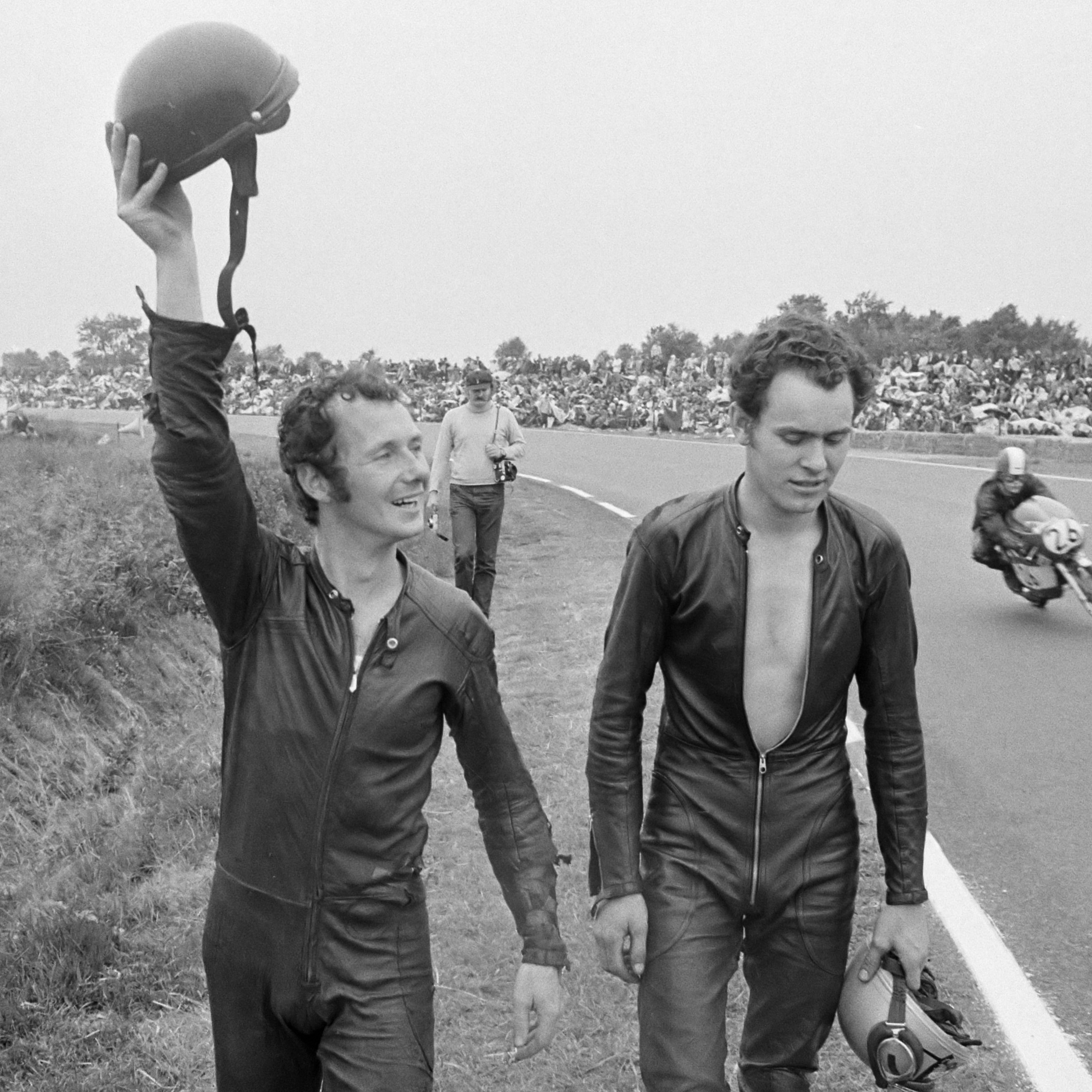
Jan de Vries (vänster) och Henk van Kessel (höger) på Assen 1971.

Henk van Kessel, född 25 juni 1946, är en holländsk roadracingförare som vann VM i 50GP säsongen 1974.

## Segrar 50GP
| Nr | Grand Prix      | År   |
| -- | --------------- | ---- |
| 1  | Frankrike       | 1974 |
| 2  | Italien         | 1974 |
| 3  | Sverige         | 1974 |
| 4  | Tjeckoslovakien | 1974 |
| 5  | Jugoslavien     | 1974 |
| 6  | Spanien         | 1974 |
| 7  | Belgien         | 1979 |